# 乌法铁路事故
乌法铁路事故是苏联的一起铁路事故。1989年6月4日1时15分（当地时间），俄罗斯苏维埃联邦社会主义共和国巴什基尔苏维埃社会主义自治共和国乌法市以东约50公里，阿沙以西11公里的铁路线上发生了爆炸。这是苏联历史上最严重的铁路事故。

## 历史
这次车祸并非火车自身的问题，而是离铁路线900米的天然气输气管道泄露丙烷和丁烷后爆炸。新西伯利亚与黑海渡假地阿德列尔的一对对开列车恰好途径爆炸地点交汇。 爆炸的规模估计为250-300吨TNT当量 到10,000吨TNT当量。 根据官方的数字，共造成575人死亡，超过800人受伤。其中181名度假列车上的儿童乘客死亡。

在爆炸发生前三个小时，管道工程师注意到压力下降，但他们增加了压力，而没有检查是否有泄漏。